# تشارلز آر. جونسون
تشارلز آر. جونسون (بالإنجليزية: Charles R. Johnson)‏‏ (23 أبريل 1948 في إيفانستون - ) كاتب، وكاتب سيناريو، وروائي من الولايات المتحدة.

## الجوائز
- زمالة غوغنهايم
- الجائزة الوطنية للكتاب عن فئة الخيال  [لغات أخرى]‏
- زمالة ماك آرثر[20]

## روابط خارجية
- تشارلز آر. جونسون على موقع الموسوعة البريطانية (الإنجليزية)